# Pancerne serce
Pancerne serce (norw. Panserhjerte) – powieść kryminalna norweskiego pisarza Jo Nesbø, opublikowana w 2009. Pierwsze polskie wydanie ukazało się w 2010 nakładem Wydawnictwa Dolnośląskiego w tłumaczeniu Iwony Zimnickiej.
Ósma powieść, w której występuje postać komisarza Harry’ego Hole.

## Treść
Harry Hole po burzliwych wydarzeniach podczas prowadzenia głośnej sprawy "Bałwana", porzuca pracę w policji i wylatuje do Hongkongu, gdzie daje się ponieść dawnym jak i zupełnie nowym uzależnieniom. Tymczasem w Oslo zostają zamordowane dwie młode kobiety. Podobny sposób dokonania zabójstw wskazuje na tego samego sprawcę – obie dziewczyny mają w ustach dwadzieścia cztery rany powstałe od tajemniczego narzędzia zbrodni. Szef Wydziału Zabójstw decyduje się ściągnąć jedynego człowieka specjalizującego się w seryjnych mordercach. Hole wraca do Norwegii, powodem są jednak problemy rodzinne, a nie pogoń za mordercą. Wkrótce w spektakularny sposób ginie parlamentarzystka Marit Olsen, pozornie nie ma to związku z poprzednimi zabójstwami. Okazuje się, że łańcuch ofiar jeszcze się nie skończył, a wszystkie ślady prowadzą do odludnego górskiego schroniska i przypominającego piekło Konga.... 
Harry ostatecznie decyduje się zająć sprawą, której prowadzenie komplikuje pojawienie się centrali policji kryminalnej KRIPOS - formalnie kierującej śledztwem.
Akcja powieści toczy się w Oslo, ale pewne wątki sięgają do Ustaoset, Håvasshytta, ale też po Kongo, Hongkong czy Australię (Sydney).